# 貴生川車站
貴生川車站（日语：／ Kibukawa eki */?）是位於日本滋賀縣甲賀市水口町，由西日本旅客鐵道（JR西日本）、信樂高原鐵道（SKR）與近江鐵道所共用的鐵路車站。本站的站區基本上分為兩部分，其中JR西日本所屬的站區是由JR西日本草津線與信樂高原鐵道信樂線所共用，而近江鐵道所屬的站區則是由行駛於近江鐵道本線上的列車專用。由於此站是三家公司共三條鐵路線的交會之地，因此擁有極高的乘客利用率。根據2005年統計，本站的年乘客旅次高達228萬人次，其中JR站區為157萬人次，近江鐵道站區則為71萬人次。
除了客運業務之外，此站的站區內原本也設有隸屬於日本貨物鐵道（JR貨物）的貨運車站，但由於營運數字下滑，已在1999年（平成11年）4月1日撤站。

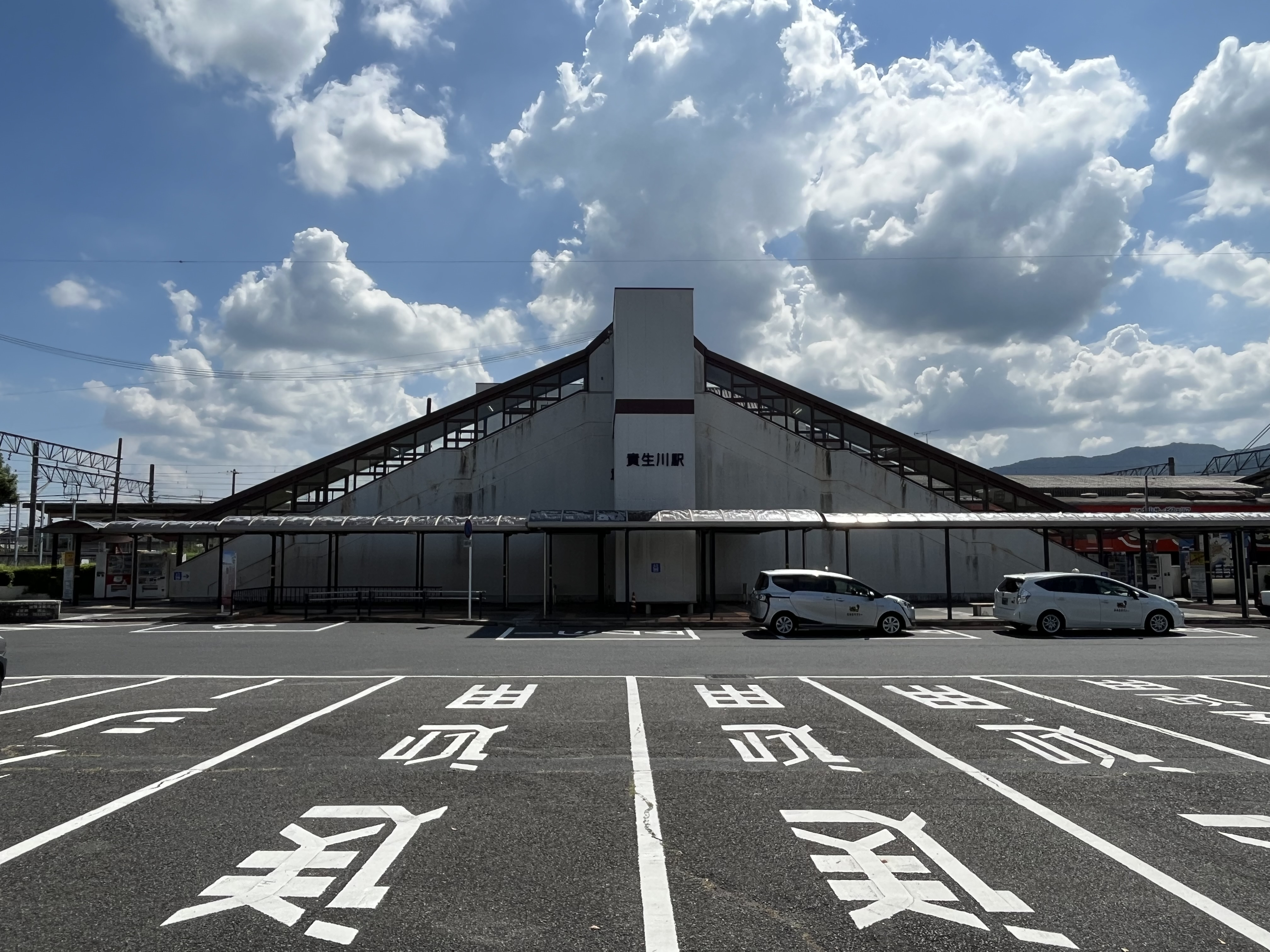
北口(2023年8月)

## 車站

### JR西日本、信樂高原鐵道
由JR西日本所經營、JR與SKR兩家業者共用的站區是JR西日本的直營車站，由草津管轄，並設有綠窗口。全位於地面的站區內設置一對供草津線列車使用的對向式月台，與依附在南側（3號線）月台的反面、只有半座月台長度、信樂高原鐵道專用的單線側式月台，形成一俗稱缺角式月台（切欠きホーム）的構造，總計2座月台3條乘車線。月台間是以兼作跨線天橋用途的跨站式站房連結。
由於站區與月台共用，搭乘這兩家業者班車的旅客在轉車時並不需要通過檢票閘門。然而信樂高原鐵道並不支援以智慧票卡ICOCA（或其他互通票卡）付費的機制，因此為了部分使用ICOCA搭車的旅客之需求，而在通往信樂線月台的3號月台上設置了簡易檢票機。

#### 月台配置
通過貴生川的JR路線實際上有三條，但中央的2號線是通過線，因未設置對應的月台而欠號，因此只設有1、3號兩月台。在列車行駛方向上，原則上1號月台是由往拓植方向的上行列車、3號月台則是往草津方向的下行列車固定使用，但也有部分班次例外：包括少數往返於草津至貴生川之間的區間車，是採進站後在3號月台原地折返的方式運行；部分晨間車班，為了配合區段發車等調度，也會從反方向的月台發車。
| 月台   | 路線       | 目的地           | 備註                |
| ------ | ---------- | ---------------- | ------------------- |
| 1      | 草津線     | 往柘植方向       | 部分班次自3號線發車 |
| 3      | 草津線     | 往草津、京都方向 | 部分班次自1號線發車 |
| 信樂線 | ■SKR信樂線 | 往信樂           | 往信樂              |

### 近江鐵道
貴生川車站內的近江鐵道站區設置在靠近北口一側，為設置有島式月台1座，共2條乘車線的地面車站，與JR站區共用同一條兼作跨線天橋用途的自由通道（位於三家業者檢票區外）。

#### 月台配置
| 月台 | 路線                    | 目的地                   |
| ---- | ----------------------- | ------------------------ |
| 1・2 | ■本線（水口、蒲生野線） | 往八日市、彥根、米原方向 |

## 使用情況
根據「滋賀縣統計書」與「甲賀市統計」，1日平均上車人次如下表。
| 年度   | JR西日本         | 近江鐵道         |
| 年度   | 1日平均 上車人次 | 1日平均 上車人次 |
| ------ | ---------------- | ---------------- |
| 1992年 | 3,833            |                  |
| 1993年 | 3,987            |                  |
| 1994年 | 4,008            |                  |
| 1995年 | 4,127            |                  |
| 1996年 | 4,184            |                  |
| 1997年 | 4,176            |                  |
| 1998年 | 4,176            |                  |
| 1999年 | 4,148            |                  |
| 2000年 | 4,066            |                  |
| 2001年 | 3,983            |                  |
| 2002年 | 3,987            |                  |
| 2003年 | 4,148            |                  |
| 2004年 | 4,266            |                  |
| 2005年 | 4,290            |                  |
| 2006年 | 4,361            | 1,005            |
| 2007年 | 4,390            | 986              |
| 2008年 | 4,466            | 1,044            |
| 2009年 | 4,333            | 1,005            |
| 2010年 | 4,308            | 1,063            |
| 2011年 | 4,245            | 1,011            |
| 2012年 | 4,261            | 1,014            |
| 2013年 | 4,357            | 951              |
| 2014年 | 4,250            | 873              |
| 2015年 | 4,298            | 839              |
| 2016年 | 4,259            | 825              |
| 2017年 | 4,179            |                  |
| 2018年 | 4,121            |                  |

## 車站周邊
貴生川的站名源自於所在地的地名，雖然易被誤解是一條河川的名稱，但「貴生川」這三個字實際上是源自1889年（明治22年）時，內貴、北內貴、蟲生野、宇川這4個村落進行整併時，將各村的村名各取1字合成作為新村名貴生川村的典故，車站周邊並沒有一條稱為「貴生川」的河流存在。
- 水口市民醫院
- 貴生川郵政局
- 國道307號（日语：国道307号）（近江綠道）
- 杣川運動公園
- 杣川（日语：杣川）

## 相鄰車站
西日本旅客鐵道（JR西日本）
 草津線
甲南 － 貴生川 － 三雲
信樂高原鐵道
信樂線
貴生川 －（小野谷信號場）－紫香樂宮跡
近江鐵道
■本線（水口、蒲生野線）
水口城南－貴生川

## 外部連結
- 貴生川｜車站資訊：JR出門網 - 西日本旅客鐵道
- 貴生川站 （页面存档备份，存于） - 近江鐵道